# Ernst Kohlrausch
Ernst Kohlrausch (26. listopadu 1850 Lüneburg – 16. května 1923 Hannover) byl německý sportovní vědec, chronofotograf a pionýr filmu.
Aby bylo možné zmapovat lidský pohyb, vyvinul chronograf – přístroj, který umožňoval snímat fotografické série. Pravděpodobně byl v Německu první, kdo tento princip roku 1893 představil na veřejnosti. Jeho syn Wolfgang Kohlrausch (1888–1980) byl také významnou osobností ve sportovní medicíně.

## Život a dílo
Kromě své práce učitele působil v různých sportovních klubech. Ke zkoumání mechaniky tělesného pohybu se začal koncem osmdesátých let 19. století zajímat o fotografii. Lze předpokládat, že byl inspirován prací Ottomara Anschütze (1846–1907). Jeho cílem bylo zachytit při cvičení rychlé pohyby, které nebylo možné zachytit pouhým okem.
V říjnu 1890 získal patent na svůj první chronofotografický aparát.
Ten se skládal z kola, na kterém bylo připevněno 24 kamer. Fotograf uvedl kolo do pohybu, dokud nedosáhne požadované rychlosti a pak otevřel závěrku, která exponovala jednotlivé filmové desky. Kohlrausch postavil stroj ze dřeva a kartonu, aby udržel náklady co nejnižší a aby tak byly přístroje dostupné pro vzdělávací účely.
V roce 1894 vyvinul přístroj vylepšený, se kterým fotografoval v první řadě cvičení a jejich detailní průběhy, aby je mohl odborně studovat.

## Díla
Čtyři kopie Kohlrauschova chronografu jsou nyní (2010) v Německém muzeu v Mnichově.
- Physik des Turnens. 1887.
- Militärisches Spielbuch bearb. auf Grundl. d. neuen Turnvorschr. f. d. Inf. .... Hrsg. v. Ernst Kohlrausch. — Leipzig, Berlin: Teubner 1919, 2. A.
- Sportphysiologie. Genf: Völkerbund, 1927.
- Bewegungsspiele. Berlin : W. de Gruyter & Co., 1914, 1927.
- Turnspiele, nebst Anleit. zu Wettkämpfen u. Turnfahrten. Hannover : C. Meyer, 1919, 1924, 12. stark verm. Aufl. mit d. neuesten Wettspielregeln. / (Geleitw.: Wolfgang Kohlrausch).

## Pionýři vysokorychlostní fotografie
- Eadweard Muybridge (1830–1904) – průkopník chronofotografie
- Étienne-Jules Marey (1860–1904) – francouzský lékař, fyziolog a fotograf série Muž, který sesedá z kola (1890–1895) – vynálezce chronofotografické pušky.
- August (1862–1954) a Luis (1864–1948) Lumièrové vyvinuli roku 1895 kinematograf (z řečtiny pohyblivý zapisovač).
- Harold Eugene Edgerton (1903–1990) – významný americký inženýr, vynálezce stroboskopu a pionýr vysokorychlostní chronofotografie.
- Ottomar Anschütz (1846–1907) – německý vynálezce a chronofotograf.
- Thomas Eakins (1844–1916) – americký malíř, fotograf a sochař.
- Anton Giulio Bragaglia – pionýr italské futuristické fotografie.
- Jean-Martin Charcot (1825–1893) – pařížský neurolog.
- Albert Londe (1858–1917) – francouzský lékařský chronofotograf.